# Hamamatsu Arena
Hamamatsu Arena (japanska: アグレミーナ浜松) är en inomhusarena i Hamamatsu, Japan, invigd 1990. Den har en kapacitet på upp till 8 000 åskådare och används för sport- och musikevenemang. Arenan har varit en (av flera) arenor för basket-VM 2006 (herrar), volleyboll-VM 2010 (damer) och volleyboll-VM 2018 (damer). Basketlaget San-en NeoPhoenix och futsallaget Agleymina Hamamatsu har arenan som hemmaarena. Backstreet Boys, Black Eyed Peas, Avril Lavigne och Janet Jackson har spelat i arenan.